# Valle del General
Valle del General är en dal i Costa Rica. Den ligger i den sydöstra delen av landet, 120 km sydost om huvudstaden San José.